# Ulisse Marazzani
Ulisse Marazzani (per il sito storico della Camera; Vigevano, 1870 – Vigevano, gennaio 1951; altra fonte (in bibliografia) indica Stradella, 10 gennaio 1868 - Vigevano, 5 gennaio 1951; per la targa della via a lui dedicata a Vigevano 9 gennaio 1867 - 5 gennaio 1951) è stato un medico e politico italiano.

## Biografia
Nato in una famiglia benestante segue gli studi classici presso un istituto religioso per poi attendere gli studi universitari in medicina a Torino. Le sue prime esperienze professionali le svolge nel bergamasco, quindi si imbarca come medico di bordo per alcuni anni. Lasciata la navigazione assume dapprima la condotta medica di Ozzero quindi, nel 1894, un posto di assistente chirurgo presso l'ospedale civile di Vigevano. Socialista della prima ora nel 1899 viene eletto consigliere comunale e dal 9 settembre 1902 al 19 gennaio 1903 è il primo sindaco socialista della città, mandato che gli viene rinnovato il successivo 23 novembre e che si interrompe, nuovamente per dimissioni, il 22 novembre 1904. Nel 1908 viene candidato al posto del deputato Giuseppe Bonacossa, deceduto, e viene eletto al primo turno. Rieletto nel 1909 preferisce in seguito dare le dimissioni per dedicarsi alla sua professione e all'amministrazione cittadina fino alla scomparsa.